# FC Kennelbach
Der Fußballclub Kennelbach, kurz FC Kennelbach, ist ein Fußballverein aus der Vorarlberger Gemeinde Kennelbach. Der Verein gehört dem Vorarlberger Fußballverband (VFV) an und spielt seit der Saison 2017/18 in der Landesliga, der fünfthöchsten Spielklasse.

## Geschichte
Der FC Kennelbach wurde 1932 gegründet. Nach dem Ende des Zweiten Weltkrieges stieg der Verein 1946 erstmals in die Landesliga, die höchste Spielstufe des Bundeslandes, auf. Dies Saison 1946/47 beendete der Klub als Tabellenletzter, allerdings gab es keine Absteiger. In der Saison 1947/48 wurde Kennelbach erneut Letzter, diesmal musste der Verein aber aus der Landesliga absteigen. 1949 stieg der Klub wieder direkt zurück in die Landesliga auf und 1950 folgte wieder der direkte Abstieg. In der Saison 1951/52 nahm der Klub wieder an der höchsten Spielklasse Vorarlbergs Teil, die mittlerweile einige Vereine verlassen hatten, da sie in die neue, zweitklassige Arlbergliga umgestiegen waren. In der Saison 1953/54 wurde Kennelbach Meister der Landesliga und stieg damit erstmals selbst in die zweithöchste Spielklasse auf. Die Debütsaison in der Arlbergliga beendete der Klub als Siebter. In der Saison 1955/56 wurde der Klub jedoch Tabellenletzter und stieg damit nach zwei Spielzeiten wieder aus der zweiten Spielstufe ab. In der Saison 1957/58 wurde der Klub dann ein zweites Mal Vorarlberger Meister und stieg wieder in die Arlbergliga auf. Dort hielt sich Kennelbach jedoch diesmal nur eine Saison und stieg als Tabellenletzter direkt wieder in die Landesliga ab – es sollte die bis heute letzte Teilnahme am überregionalen Fußball bleiben.
1962 stieg Kennelbach dann gar aus der Landesliga ab. Nach vier Jahren Abwesenheit stiegen die Kennelbacher wieder in die Landesliga auf. Am Ende der Saison 1969/70 folgte dann der nächste Abstieg. Diesmal schaffte der Klub 1971 aber den direkten Wiederaufstieg in die Landesliga. Nach drei Spielzeiten stieg der Klub als Tabellenletzter 1973/74 erneut ab. 1977 schaffte Kennelbach den nächsten Aufstieg und hielt sich diesmal bis 1984 in der höchsten Spielklasse des Bundeslandes. Diesmal dauerte es elf Jahre, ehe der Klub 1995 wieder in der Vorarlbergliga vertreten war, aus der sich der Verein jedoch direkt am Ende der Saison 1995/96 wieder verabschieden musste. Der nächste Aufstieg folgte dann erst 20 Jahre später im Jahre 2016, als Kennelbach als Dritter der fünftklassigen Landesliga wieder in die Vorarlbergliga aufstieg. Davor war Kennelbach erst 2015 wieder in die Landesliga aufgestiegen, nachdem man zwischenzeitlich sogar in die sechste Spielstufe abgerutscht war. Die Saison 2016/17 beendete der FC jedoch als Letzter der Vorarlbergliga, wodurch der direkte Wiederabstieg in die Landesliga die Folge war.